# Gametófito

Alternância de gerações nos pteridófitos, mostrando o gametófito e o esporófito

Alternância de gerações nas angiospermas, mostrando os gametófitos (macrogametófito e microgametófito) e o esporófito

Alternância de gerações (o gametófito corresponde à geração haplóide, i.e. com número de cromossomas = n).

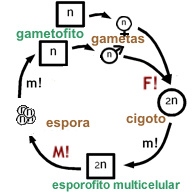
Diagrama esquemático do ciclo de vida haplo-diplonte (com alternância de gerações multicelulares). Legenda: n - geração haplóide (gametofítica); 2n - geração diplóide (esporofítica); m! - mitose; M! - meiose; F! - fecundação; círculo - primeiro estádio do ciclo de vida, unicelular; quadrado - estádios seguintes do ciclo de vida, multicelulares.

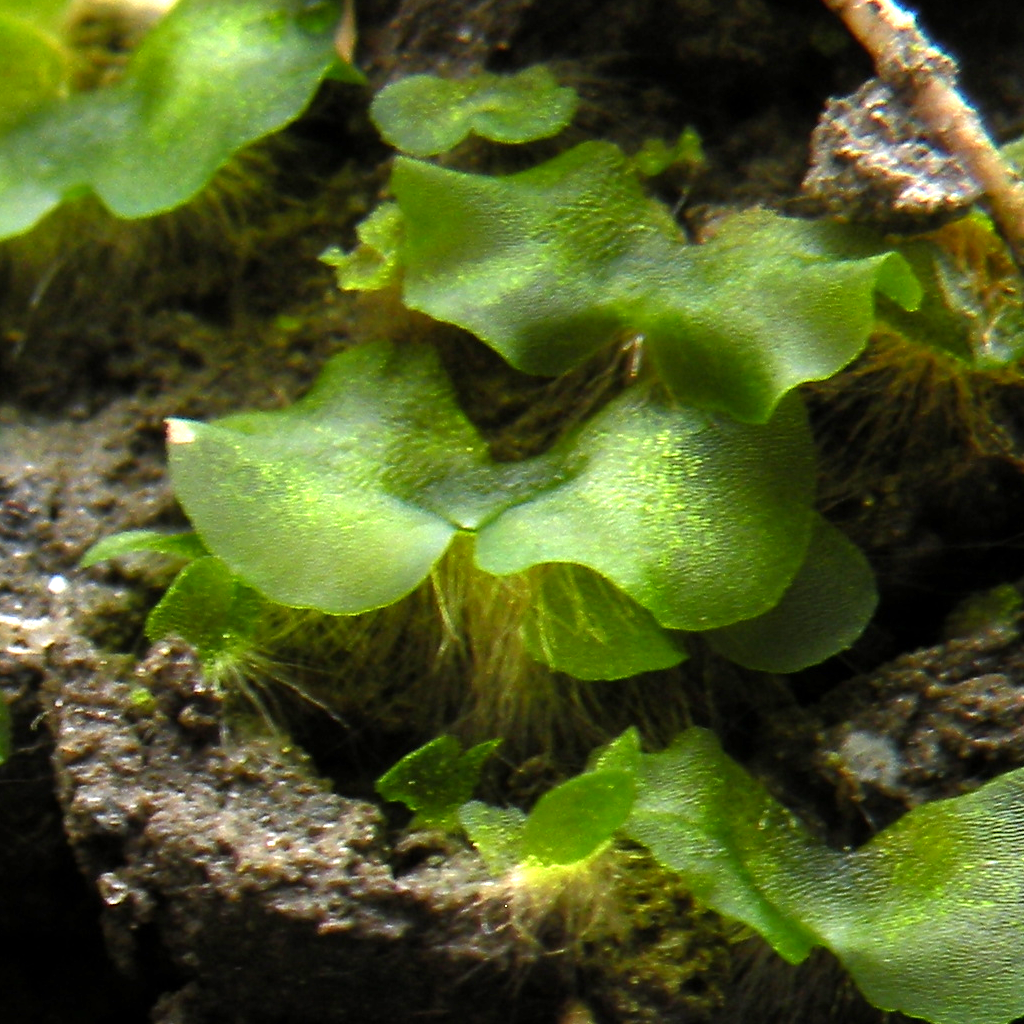
Vários gametófitos de pteridófito.

Gametófito designa em botânica e ficologia os indivíduos da geração haplóide das plantas e algas com ciclo de vida haplodiplonte, grupo que se caracteriza pela ocorrência de gerações alternadas de indivíduos haplóides e de indivíduos diplóides. O gametófito descende directamente de um indivíduo adulto fértil da geração diplóide, designado por esporófito, e, dando corpo à alternância de gerações, terá descendentes directos que também serão esporófitos diplóides.

## Descrição
O gametófito é uma das duas fases alternantes do ciclo de vida das plantas e algas. O gametófito é um organismo multicelular haplóide que se desenvolve a partir de um esporo haplóide que possui um único conjunto completo de cromossomas (em geral denotado por n) e constitui a fase sexual no ciclo de vida das plantas e algas. O gametófito desenvolve órgãos sexuais que produzem gâmetas, células sexuais haplóides que participam no processo de fertilização para formar um zigoto que possui dois conjuntos completos de cromossomas (denotado por 2n). A divisão celular do zigoto resulta num novo organismo diplóide multicelular, o estágio do ciclo de vida conhecido como esporófito. O esporófito pode produzir esporos haplóides por meiose.

## Heteromorfia
Em plantas com gametófitos heteromórficos, existem dois tipos distintos de gametófitos, e nesse caso, por os dois gametófitos diferirem em forma e função, são denominados heteromórficos (de hetero, "diferente"; e morfo, "forma"). O gametófito produtor de óvulos é conhecido como megagametófito, porque é tipicamente maior, sendo, por oposição, o gametófito produtor de esperma conhecido por microgametófito. Os gametófitos que produzem óvulos e espermatozoides em espécimes separados são denominados dióicos.
Em plantas heterospóricas (pteridófitos aquáticos, algumas licófitas, bem como todas as gimnospermas e angiospermas), existem dois esporângios distintos, cada um dos quais produz um único tipo de esporo e um único tipo de gametófito. No entanto, nem todos os gametófitos heteromórficos vêm de plantas heterospóricas, já que algumas plantas têm gametófitos produtores de óvulos e espermatozóides distintos, mas esses gametófitos desenvolvem-se a partir do mesmo tipo de esporo dentro do mesmo esporângio (como é o caso do género Sphaerocarpos).
Em plantas com semente o microgametófito é designado por pólen. Os microgametófitos de plantas com sementes são constituídos por várias células (normalmente de duas a cinco) quando os grãos de pólen saem do esporângio. Nas plantas vasculares sem sementes extantes, o megagametófito desenvolve-se dentro do megásporo, enquanto que nas plantas com semente o desenvolvimento ocorre dentro do megasporângio num cone (gimnospermas) ou numa flor (angiospermas). Em plantas com sementes, o microgametófito (pólen) é transportado para a vizinhança da célula-ovo (transportado por um vector físico ou animal) e produz dois espermatozóides por mitose.
Nas gimnospermas, o megagametófito consiste em vários milhares de células e produz um a vários arquegónios, cada uma com um único óvulo. O gametófito transforma-se num tecido de armazenamento de alimentos na semente.
Nas angiospermas, o megagametófito é reduzido a apenas alguns núcleos e células e às vezes é denominado saco embrionário. Um saco embrionário típico contém sete células e oito núcleos, um dos quais é o óvulo. Dois núcleos fundem-se com um núcleo do esperma para formar o endosperma, o tecido de armazenamento de alimento na semente.
Nos musgos (Bryophyta sensu lato)  e nos Pteridophyta e seus afins, o gametófito é uma fase visível do ciclo de vida. Nos briófitos considera-se que o gametófito é a fase dominante do ciclo de vida, porque é fotossintético e deve resistir à pressão de selecção ambiental. Pelo contrário, nas outras plantas terrestres, o gametófito é muito pequeno (como nos pteridófitos) ou em plantas com semente (Spermatophyta), onde o saco embrionário é designado por megagametófito e a forma masculina (contida no grão de pólen) é designado por microgametófito.

### Tipos de gametófitos

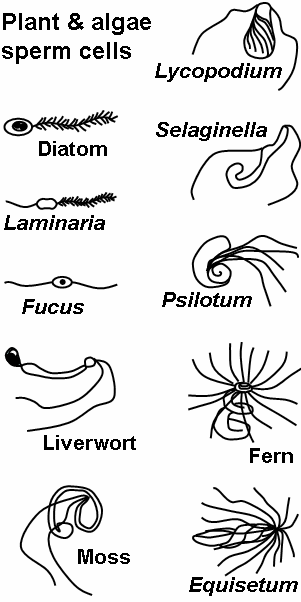
Alguns tipos de microgâmetas

Nas espermatófitas, os gametófitos masculino e feminino encontram-se separados e, tal como em relação ao esporângio, assumem também nomes diferentes:
- Microgametófito — o masculino, correspondentes ao grão de pólen;
- Macrogametófito — o feminino, correspondentes ao macroprotálo multi-arquegoniado no óvulo das gimnospérmicas e o saco embrionário no óvulo das angiospérmicas.

Nos musgos, fungos e muitas algas, a planta adulta é o gametófito haploide, que produz gâmetas que vão dar origem ao esporófito, que pode estar reduzido a uma estrutura efémera.

### Microgametófito
Os gametófitos masculinos, ou microgametófitos, que participam na fertilização dupla estão contidos nos grãos de pólen. Aquelas estruturas desenvolvem-se dentro dos microsporângios, ou saco polínico, das anteras dos estames.
O desenvolvimento do microgametófito no interior do grão de pólen designa-se por microgametogénese. Cada microsporângio contém células-mãe diplóides, os microsporos ou microsporócitos. Cada microsporócito sofre meiose, formando quatro micrósporos haplóides, cada um dos quais pode eventualmente se desenvolver num grão de pólen. Um micrósporo sofre mitose e citocinese para produzir duas células separadas, a célula geradora e a célula tubular. Essas duas células, além da parede do esporo, constituem o grão de pólen imaturo.
À medida que o gametófito masculino amadurece, a célula geradora passa para a célula tubular e a célula geradora sofre mitose, produzindo dois espermatozóides. Assim que o grão de pólen amadurece, as anteras abrem, libertando o pólen. O pólen é levado para o pistilo de outra flor, pelo vento ou por polinizadores animais, e depositado no estigma.
À medida que o grão de pólen germina, a célula tubular produz o tubo polínico, que se alonga e se estende pelo estilete do carpelo até ao ovário, onde seus espermatozóides são liberados no megagametófito. A fertilização dupla prossegue a partir daqui.

### Macrogametófito
O macrogametófito, a parte feminino é o macroprotálo multi-arquegoniado no óvulo das Gimnospérmicas e o saco embrionário no óvulo das angiospérmicas. O gametófito feminino, o megagametófito, que participa da fertilização dupla nas angiospermas é designado por saco embrionário. Aquela estrutura desenvolve-se dentro do óvulo, envolvido pelo ovário na base de um carpelo. Ao redor do megagametófito estão um ou dou tegumentos (dando orgem a estruturas unitégmicas e ditégmicas), que contêm uma abertura designada por micrópilo.
O megagametófito, que geralmente é haplóide, origina-se da divisão do megásporo, a célula-mãe diplóide, também designada por megasporócito. A sequência de eventos subsequente varia, dependendo da espécie em particular, mas na maioria das espécies, os eventos ocorrem pela seguinte ordem: o megasporócito sofre uma divisão celular meiótica, produzindo quatro megásporos haplóides, dos quais apenas um sobrevive; o megásporo sobrevivente passa por três divisões mitóticas sucessivas, resultando em sete células com oito núcleos haplóides (a célula central tem dois núcleos, os núcleos polares); a extremidade inferior do saco embrionário consiste na célula-ovo haplóide posicionada no meio de duas outras células haplóides, designadas por sinérgides, que actuam na atracção e orientação do tubo polínico no seio do megagametófito através do micrópilo; na extremidade superior do megagametófito formam-se três células, designadas por células antipodais.

## Algas
Em alguns grupos de algas verdes multicelulares (entre as quais Ulva lactuca), nas algas vermelhas e nas algas castanhas, os esporófitos e gametófitos podem ser externamente indistinguíveis (isomórficos). No género Ulva os gâmetas são isogâmicos, todos com o mesmo tamanho, forma e morfologia geral.

## Plantas terrestres
Nas embriófitas, as plantas terrestres, a anisogamia é universal. Tal como é uso quando se referem os gâmetas animais, os gâmetas femininos e masculinos são designado, respectivamente, por óvulos e esperma. Nas plantas terrestres extantes, o esporófito ou o gametófito podem estar reduzidos (heteromorfia na alternância de gerações).

### Briófitos
Nos briófitos (musgos, hepáticas e antóceros), o gametófito é o estágio mais visível do ciclo de vida. O gametófito dos briófito tem vida mais longa, é nutricionalmente independente, e os esporófitos ocorrem  tipicamente ligados aos gametófitos e dependem deles para hidratação e nutrição. Quando um esporo de musgo germina, produz um filamento de células (designado por protonema). O gametófito maduro dos musgos desenvolve rebentos folhosos que produzem órgãos sexuais (gametângios) que produzem gâmetas. Os óvulos são produzidos em arquegónios e os espermatozoides em anterídios.
Em alguns grupos de briófitos, entre os quais a maioria das hepáticas da ordem Marchantiales, os gâmetas são produzidos em estruturas especializadas denominadas gametóforos (ou gametangióforos).

### Plantas vasculares
Em todas as plantas vasculares a fase dominante do ciclo de vida é o esporófito, sendo evidente uma tendência evolutiva para gametófitos femininos menores e mais dependentes do esporófito. Essa tendência acentuou-se à medida que as plantas terrestres desenvolveram a reprodução por sementes.
As plantas, no seu ciclo de vida, apresentam alternância de gerações. A geração haploide, o gametófito, produz gâmetas que dão origem ao esporófito, uma planta diplóide multicelular que, por meiose, produz esporos haploides, que dão origem a novos gametófitos.
O gametófito é inicialmente uma única célula haplóide originada por meiose no esporófito (o indivíduo adulto diplóide multicelular), mas, ao contrário do que ocorre nos mamíferos, por exemplo, esta célula haplóide subsequentemente sofre mitose, dando um indivíduo adulto multicelular. Por sua vez, esse adulto multicelular dá origem aos gâmetas férteis que subsequentemente se unem durante a fertilização, dando origem a um novo indivíduo diplóide.
O gametófito produz gâmetas masculinos ou femininos (ou ambos). Não há mudança no número de cromossomas do gâmeta, que possui o mesmo número haplóide de cromossomas do gametófito e, portanto, neste caso os gâmetas são produzidos por mitose. A fusão dos gâmetas masculino e feminino produz o zigoto diplóide.
Nas plantas vasculares, ou seja nas espermatófitas e pteridófitos, o esporófito corresponde à planta adulta, com um caule e folhas, enquanto que o gametófito se encontra reduzido, nas primeiras ao macroprotalo no óvulo e ao grão de pólen, e nas segundas a um protalo, uma planta muito simples e por vezes subterrânea.
As plantas vasculares, como os pteridófitos, que produzem apenas um tipo de esporo, são considerados homospóricas. Estas plantas apresentam gametófitos exospóricos, ou seja gametófitos com vida livre que se desenvolvem fora da parede dos esporos. Os gametófitos exospóricos podem ser bissexuais, capazes de produzir espermatozoides e óvulos no mesmo talo (monóico), ou especializados em organismos masculinos e femininos separados (dióicos).
Em plantas vasculares heterospóricas (plantas que produzem micrósporos e megásporos), o gametófito desenvolve-se endosporicamente (dentro da parede do esporo). Esses gametófitos são dióicos, produzindo espermatozoides ou óvulos, mas não ambos.
Pteridófitos
Na maioria dos pteridófitos, por exemplo, nos leptosporangiados do género Dryopteris, o gametófito é um organismo fotossintético autotrófico de vida livre, conhecido por protalo, que produz gâmetas e mantém o esporófito durante seu desenvolvimento multicelular inicial. No entanto, em alguns grupos, notavelmente no clado que inclui as famílias Ophioglossaceae e Psilotaceae, os gametófitos são subterrâneos e subsistem formando relações micotróficas com fungos.
Licófitos
Os licófitos extantes (Lycopodiophyta) produzem dois tipos diferentes de gametófitos. Nas famílias homospóricas (Lycopodiaceae e Huperziaceae), os esporos germinam em gametófitos bissexuais de vida livre, subterrâneos e micotróficos, que obtém nutrientes da simbiose com fungos. Nos géneros heterospóricos Isoetes e Selaginella, os micrósporos e megásporos são dispersos a partir dos esporângios com recurso a estratégias passivas ou, nalguns casos, por ejecção activa.
Os micrósporos produzem microgametófitos que produzem espermatozoides, enquanto os megásporos produzem megagametófitos reduzidos dentro da parede do esporo. Na maturidade, o megásporo abre pela sutura do trilete para permitir que os gâmetas masculinos atinjam os óvulos no arquegónio interno. Os gametófitos de Isoetes parecem semelhantes, nesse aspecto, aos das extintas licófitas arborescentes do Carbonífero integradas nos géneros fósseis Lepidodendron e Lepidostrobus.
Espermatófitas
As plantas com semente (gimnospermas e angiospermas) são endospóricas e heterospóricass. Os gametófitos desenvolvem-se formando organismos multicelulares enquanto ainda encerrados na parede dos esporos, e os megásporos são retidos dentro do esporângio.

### Quadro resumo
O seguinte quadro resume as características dos gametófitos das plantas terrestres:
| Grupos taxonómicos ↓                                   | Repartição pelos sexos                                         | Repartição pelos sexos | Gametófitos dos embriófitos: musgos, fetos e plantas com semente | Gametófitos dos embriófitos: musgos, fetos e plantas com semente              | Gametófitos dos embriófitos: musgos, fetos e plantas com semente              | Gametófitos dos embriófitos: musgos, fetos e plantas com semente | Gametófitos dos embriófitos: musgos, fetos e plantas com semente                        | Gametófitos dos embriófitos: musgos, fetos e plantas com semente |
| Grupos taxonómicos ↓                                   | Repartição pelos sexos                                         | Repartição pelos sexos | Fase gametófita haploide (ou haplofase)                          | Fase gametófita haploide (ou haplofase)                                       | Fase gametófita haploide (ou haplofase)                                       | Fase gametófita haploide (ou haplofase)                          | Fase gametófita haploide (ou haplofase)                                                 | Fecundação                                                       |
| Grupos taxonómicos ↓                                   | Repartição pelos sexos                                         | Repartição pelos sexos | Esporo                                                           | Protalo                                                                       | «Planta» haploide                                                             | Gametângios: anterídios, arquegónios                             | gâmeta                                                                                  | Fecundação                                                       |
| Marchantiophyta (hepáticas)                            | isospórico                                                     | ♂                      | ♂ Esporos, inicialmente em tétrades, com elatérios               | ♂ Protonema, de vida livre, fotoautotrófico                                   | ♂ musgo, taloso ou folhoso, fotoautotrófico                                   | anterídios                                                       | espermatozóides biflagelados                                                            | oogamia interna                                                  |
| Marchantiophyta (hepáticas)                            | isospórico                                                     | ♀                      | ♀ Esporos, inicialmente em tétrades, com elatérios               | ♀ protonema, de vida livre, fotoautotrófico                                   | ♀ musgo, taloso ou folhoso, fotoautotrófico                                   | arquegónios                                                      | óvulo                                                                                   | oogamia interna                                                  |
| Musgos (musgos folhosos)                               | isospórico, por vezes fracamente heterospórico                 | ⚥                      | Esporos, iicialmente em tétrades, às vezes com trilete           | protonema: cloronema (fotoautotrófico), caulonema                             | musgos, folhosos, fotoautotrófico                                             | anterídios                                                       | espermatozóides biflagelados                                                            | oogamia interna                                                  |
| Musgos (musgos folhosos)                               | isospórico, por vezes fracamente heterospórico                 | ⚥                      | Esporos, iicialmente em tétrades, às vezes com trilete           | protonema: cloronema (fotoautotrófico), caulonema                             | musgos, folhosos, fotoautotrófico                                             | arquegónios                                                      | óvulo                                                                                   | oogamia interna                                                  |
| Anthocerotophyta (antóceros)                           | isospórico                                                     | ⚥                      | Esporos, com pseudo- elatérios                                   | protonema, de vida livre, fotoautotrófico                                     | musgo, taloso, fotoautotrófico                                                | anterídios                                                       | espermatozóides biflagelados                                                            | oogamia interna                                                  |
| Anthocerotophyta (antóceros)                           | isospórico                                                     | ⚥                      | Esporos, com pseudo- elatérios                                   | protonema, de vida livre, fotoautotrófico                                     | musgo, taloso, fotoautotrófico                                                | arquegónios                                                      | óvulo                                                                                   | oogamia interna                                                  |
| Lycopsida Lycopodiaceae (licopódios)                   | isospórico                                                     | ⚥                      | esporos                                                          | protalo, de vida livre, saprófito                                             | protalo, de vida livre, saprófito                                             | anterídios                                                       | espermatozóides biflagelados                                                            | oogamia interna                                                  |
| Lycopsida Lycopodiaceae (licopódios)                   | isospórico                                                     | ⚥                      | esporos                                                          | protalo, de vida livre, saprófito                                             | protalo, de vida livre, saprófito                                             | arquegónios                                                      | óvulo                                                                                   | oogamia interna                                                  |
| Lycopsida Selaginella                                  | heterospórico, hetero- esporangiado                            | ♂                      | micrósporos                                                      | endosporo da célula do microprotalo, fotoautotrófico                          | endosporo da célula do microprotalo, fotoautotrófico                          | anterídios                                                       | espermatozóides biflagelados                                                            | oogamia interna                                                  |
| Lycopsida Selaginella                                  | heterospórico, hetero- esporangiado                            | ♀                      | 4 macrósporos (tétrade), livres                                  | macro-prototalo, endosporo, cenocítico, fotoautotrófico                       | macro-prototalo, endosporo, cenocítico, fotoautotrófico                       | arquegónios                                                      | óvulo                                                                                   | oogamia interna                                                  |
| Equisetopsida Equisetum                                | quase isospórico, funcionalmente heterospórico, isosporangiado | ♂                      | androsporos com elatérios                                        | ♂ protalo, fotoautotrófico                                                    | ♂ protalo, fotoautotrófico                                                    | anterídios                                                       | espermatozóides com com cílios espiralados                                              | oogamia interna                                                  |
| Equisetopsida Equisetum                                | quase isospórico, funcionalmente heterospórico, isosporangiado | ♀ (→⚥)                 | ginosporos com elatérios                                         | ♀ protalo, fotoautotrófico                                                    | ♀ protalo, fotoautotrófico                                                    | arquegónios (+ anterídios)                                       | óvulo (+ espermatozóides)                                                               | oogamia interna                                                  |
| Polypodiopsida (fetos leptosporangiados)               | isospórico                                                     | ♂                      | esporos (trilestes ou monoletes)                                 | protalo, de vida livre, fotoautotrófico                                       | protalo, de vida livre, fotoautotrófico                                       | anterídios de pecíolo curto                                      | espermatozóides poliflagelados                                                          | oogamia interna                                                  |
| Polypodiopsida (fetos leptosporangiados)               | isospórico                                                     | ♀                      | esporos (trilestes ou monoletes)                                 | protalo, de vida livre, fotoautotrófico                                       | protalo, de vida livre, fotoautotrófico                                       | arquegónios ligeiramente côncavos                                | óvulo                                                                                   | oogamia interna                                                  |
| Salviniales Marsileaceae                               | heterospórico, hetero- esporangiado                            | ♂                      | micrósporos                                                      | microprotalo, endospórico, fotoautotrófico                                    | microprotalo, endospórico, fotoautotrófico                                    | 2 anterídios                                                     | espermatozóides poliflagelados                                                          | oogamia interna                                                  |
| Salviniales Marsileaceae                               | heterospórico, hetero- esporangiado                            | ♀                      | macrósporos, livres                                              | macro-prototalo, endosporo, fotoautotrófico                                   | macro-prototalo, endosporo, fotoautotrófico                                   | 1 arquegónio                                                     | óvulo                                                                                   | oogamia interna                                                  |
| Cycadales (fetos-palmeira)                             | heterospórico, hetero- esporangiado, dióico                    | ♂                      | micrósporos (→ pólen)                                            | célula microprotalo (célula basal) célula anterídio (célula apical)           | célula microprotalo (célula basal) célula anterídio (célula apical)           | núcleo do tubo polínico + célula generativa                      | célula estéril + célula espermatogénica → 2 espermatozóides flagelos curtos espiralados | polinização + oogamia interna                                    |
| Cycadales (fetos-palmeira)                             | heterospórico, hetero- esporangiado, dióico                    | ♀                      | 1 macrósporo (3† de tétrades), numa nucela                       | macro-prototalo, cenocítico, → endosperma celular primário                    | macro-prototalo, cenocítico, → endosperma celular primário                    | 2-veel arquegónios, câmara arquegonial                           | óvulo                                                                                   | polinização + oogamia interna                                    |
| Ginkgoales, (gingkos)                                  | heterospórico, hetero- esporangiado, dióico                    | ♂                      | núcleo do micrósporo (→ pólen)                                   | 1.ª célula do protalo + 2.ª célula do protalo + núcleo celular do anterídio   | 1.ª célula do protalo + 2.ª célula do protalo + núcleo celular do anterídio   | núcleo do tubo polínico + célula generativa                      | célula estéril + célula espermatogénica → 2 espermatozóides flagelos espiralados curtos | polinização, após 4 meses, oogamia interna                       |
| Ginkgoales, (gingkos)                                  | heterospórico, hetero- esporangiado, dióico                    | ♀                      | 1 macrósporo (3† de tétrades), numa nucela com câmara polínica   | macro-prototalo, cenocítico                                                   | macro-prototalo, cenocítico                                                   | 2(-3) arquegónios, câmara arquegonial                            | óvulo                                                                                   | polinização, após 4 meses, oogamia interna                       |
| Coniferales coníferas                                  | heterospórico, hetero- esporangiado, monóico                   | ♂                      | micrósporos (→ pólen com 2 asas (de exina)                       | (1.ª célula do protalo + 2.ª célula do protalo + núcleo celular do anterídio) | (1.ª célula do protalo + 2.ª célula do protalo + núcleo celular do anterídio) | núcleo do tubo polínico + célula generativa                      | célula estéril + célula espermatogénica → 2 ♂ gâmetas                                   | polinização; após algumas semanas, até 12 meses: sifonogamia     |
| Coniferales coníferas                                  | heterospórico, hetero- esporangiado, monóico                   | ♀                      | 1 macrósporo (3† de tétrades), numa nucela                       | macro-prototalo, cenocítico                                                   | macro-prototalo, cenocítico                                                   | (1-)2(- ca. 200) arquegónios                                     | óvulo                                                                                   | polinização; após algumas semanas, até 12 meses: sifonogamia     |
| Gnetales, Gnetum                                       | heterospórico, hetero- esporangiado, dióico                    | ♂                      | micrósporo → pólen (3-kernig)                                    |                                                                               |                                                                               | núcleo do tubo polínico + célula generativa                      | célula estéril + células espermatogénicas → 2 ♂ gâmetas                                 | polinização + sifonogamia · dupla fecundação ...                 |
| Gnetales, Gnetum                                       | heterospórico, hetero- esporangiado, dióico                    | ♀                      | saco embrionário 4 kernig (tetrade)                              | saco embrionário, cenocítico macro-prototalo                                  | saco embrionário, cenocítico macro-prototalo                                  | ø (geen ! arquegónios)                                           | eikernen (+ endosperma)                                                                 | polinização + sifonogamia · dupla fecundação ...                 |
| Gnetales, Ephedra                                      | heterospórico, hetero- esporangiado, dióico                    | ♂                      | micrósporo → pólen                                               | 1.ª + 2.ª célula do protalo núcleo celular do anterídio                       | 1.ª + 2.ª célula do protalo núcleo celular do anterídio                       | núcleo do tubo polínico + célula generativa                      | célula estéril + células espermatogénicas → 2 ♂ gâmetas                                 | polinização + sifonogamia dupla fecundação                       |
| Gnetales, Ephedra                                      | heterospórico, hetero- esporangiado, dióico                    | ♀                      | 1 macrósporo (3† de tétrades), numa nucela                       | divisões nucleares livres → protalo celular                                   | divisões nucleares livres → protalo celular                                   | 2 - 3 arquegónios                                                | óvulo                                                                                   | polinização + sifonogamia dupla fecundação                       |
| Gnetales, Ephedra                                      | heterospórico, hetero- esporangiado, dióico                    | ♀                      | 1 macrósporo (3† de tétrades), numa nucela                       | divisões nucleares livres → protalo celular                                   | divisões nucleares livres → protalo celular                                   | 2 - 3 arquegónios                                                | célula canal ventral                                                                    | polinização + sifonogamia dupla fecundação                       |
| Angiospermae (plantas com flor)                        | heterospórico, hetero- esporangiado, uni- ou dióico            | ♂                      | micrósporo → pólen                                               | célula vegetativa + núcleo generativo →                                       | célula vegetativa + núcleo generativo →                                       | célula vegetativa + núcleo generativo →                          | 2 núcleos espermáticos                                                                  | polinização + sifonogamia                                        |
| Angiospermae (plantas com flor)                        | heterospórico, hetero- esporangiado, uni- ou dióico            | ♀                      | macrósporo dentro de nucela                                      | saco embrionário com antipodais                                               | saco embrionário com antipodais                                               | sinérgides                                                       | óvulo/oosfera                                                                           | polinização + sifonogamia                                        |
| Angiospermae (plantas com flor)                        | heterospórico, hetero- esporangiado, uni- ou dióico            | ♀                      | macrósporo dentro de nucela                                      | saco embrionário com antipodais                                               | saco embrionário com antipodais                                               | 2 núcleos polares                                                | sacos embrionários secundários (2n)                                                     | dupla fecundação: endosperma secundário (3n)                     |
| 1. 2. 3. 4. 5. 6. 7. 8. 9. 10. 11. 12. 13. 14. 15. 16. |                                                                |                        |                                                                  |                                                                               |                                                                               |                                                                  |                                                                                         |                                                                  |